# Béthencourt-sur-Somme

Béthencourt-sur-Somme este o comună în departamentul Somme, Franța. În 1 ianuarie 2022 avea o populație de 126 de locuitori.